# Vil·la Tomàs
Vil·la Tomàs és un edifici del municipi de Sant Jaume d'Enveja (Montsià) inclosa a l'Inventari del Patrimoni Arquitectònic de Catalunya.

## Descripció
És l'edifici que marca el final de la població de Sant Jaume en direcció a Balada. Aïllat, presenta una estructura de planta rectangular amb un porxo a la façana principal i un cos que agafa l'amplada de l'edifici original i el porxo, adossant-se a l'extrem oposat a la carretera. L'edifici consta de planta baixa i pis. El tipus de construcció és el tradicional de la zona, amb teulada a doble vessant amb el carener en sentit longitudinal. La façana que mira a la carretera es troba arrebossada sense emblanquinar, presenta una balconada de dues obertures a nivell del primer pis i amaga el perfil de la teulada sota un plafó, continuació del mur, de remat mixtilini. El porxo, per la seva distribució, podria ser un element de cronologia lleugerament posterior. Està sostingut per columnes d'inspiració clàssica, amb fust estriat, que descansen a la vegada sobre una barana balustrada que fa de separació de l'espai exterior. L'interior s'ha adaptat a les necessitats actuals, sense alterar massa la disposició original.